# Антонюв (Радомський повіт)
Антонюв (пол. Antoniów) — село в Польщі, у гміні Скаришев Радомського повіту Мазовецького воєводства.
У 1975-1998 роках село належало до Радомського воєводства.